# Henriqueta Galeno
Henriqueta Galeno (Fortaleza, 23 de fevereiro de 1887 - Fortaleza, 10 de setembro de 1964), foi uma professora, escritora, poetisa e advogada brasileira.

## Biografia
Henriqueta Galeno era filha de Juvenal Galeno da Costa e Silva, escritor e poeta cearense, e de D. Maria do Carmo Cabral Galeno.
Fez os seus estudos iniciais no Colégio da Imaculada Conceição e no Liceu do Ceará, graduando-se em Direito pela Faculdade de Direito do Ceará em 1918, desempenhando a partir de então a função de fiscal federal do ensino médio, cargo em que se aposentou.
Em 1919 fundou e dirigiu o Salão Juvenal Galeno, que em 1936 passou a se chamar Casa de Juvenal Galeno. Sob sua orientação, foi o principal centro de desenvolvimento cultural do Ceará; ali foram criados e instalados o Centro de Estudos Juvenal Galeno, a Ala Feminina e a Editora Henriqueta Galeno, em homenagem à escritora.
Foi secretária do pai, cego, enquanto viveu, lendo para ele livros, revistas e jornais diários. Foi professora da Escola Normal e no Liceu. Representou o Ceará no 1° Congresso Feminista, reunido no Rio de Janeiro sob a presidência de Bertha Lutz. Foi também uma voz ativa na luta para que a mulher brasileira tivesse direito ao voto.

## Obras
- Maria Quitéria – A Primeira Mulher-Soldado do Brasil,
- Henriqueta Galeno no Congresso Feminino e na Academia Carioca de Letras,
- Júlia Lopes de Almeida (o livro),
- Juvenal Galeno, o legítimo criador do Popularismo Literário no Brasil.
- Publicou o livro Mulheres Admiráveis, obra póstuma.

## Homenagens
- Uma rua em Fortaleza, foi nomeada em homenagem à escritora.[13][14]
- Uma escola em Fortaleza, foi nomeada em homenagem à escritora.[15][16]
- Patrona da cadeira n° 1 da Academia Nacional de Letras e Artes (RJ).
- Sócia fundadora da Associação Cearense de Imprensa (ACI),
- Ocupou a cadeira n° 23, da Academia Cearense de Letras.